# Белая (Архангельская область)
Белая — деревня в Каргопольском районе Архангельской области России. Входит в состав Павловского сельского поселения.

## История
В «Списке населенных мест Российской империи», изданном в 1879 году, населённый пункт упомянут как деревня Белая (Остафьева) Каргопольского уезда (1-го стана), при озере Лача, расположенная в 37 верстах от уездного города Каргополя. В деревне насчитывалось 22 двора и проживало 130 человек (65 мужчин и 65 женщин). Действовала православная часовня.
По данным 1905 года имелось 45 домов и проживало 229 человек (117 мужчин и 112 женщин). В административном отношении деревня входила в состав Нокольского общества Калитинской волости. Имелось 28 лошадей, 50 коров и 118 голов прочего скота.

## География
Деревня находится в юго-западной части Архангельской области, в южной зоне средней тайги, на юго-восточном берегу озера Лача, вблизи места впадения в него реки Ковжи, на расстоянии примерно 30 километров (по прямой) к югу от города Каргополя, административного центра района.

### Часовой пояс
Белая, как и вся Архангельская область, находится в часовой зоне МСК (московское время). Смещение применяемого времени относительно UTC составляет +3:00.

## Население
| 2002 | 2010 | 2012 |
| ---- | ---- | ---- |
| 29   | ↘18  | ↗23  |

Национальный состав
Согласно результатам переписи 2002 года, в национальной структуре населения русские составляли 100 %.

## Улицы
Уличная сеть деревни состоит из двух улиц (1-я линия и 2-я линия).